# Самсара
Самсара (санск. संसार saṃsāra - заједнички ток, суток) је индијски филозофски термин којим се означава вечни ток рађања, умирања и поновног рађања, у хиндуизму, будизму, ђаинизму, сикизму и другим традицијама.
Самсара је последица човекових дела (карме) и њима је условљена. Будући да свако дело носи последице, често један живот није довољан за њихово остварење, те се оне препорађањем преносе и у следећи, где новим делањем настају нове последице. Овај след нема краја, а циљ је индијских сотериологија ослобођење (мокша, нирвана) из зачараног круга.
Према Будином учењу, самсара постоји још од незнаних времена, а тачка почетка није видљива.

## Етимологија
Реч самсара на пракрту, санскриту и палију има исто значење. Састоји се из корена сам - заједно и ср - тећи, и значи заједнички ток. Обично се преводи као »пролажење, лутање«.

## Самсара у хиндуизму
У раним ведским списима се налази појам пунармртју, што значи »поновна смрт«, који је претходио појму самсаре. Рани аријски текстови повезују самсару с кружним токовима у природи. У каснијим Упанишадама реч самсара се јавља као ознака за егзистенцијални ток уопште, односно за кретање човека кроз реинкарнације. Према Чандогја упанишади, људима након смрти следују два пута. Аскетама се отвара »пут богова«, којим надилазе време и самсару. »Они се не враћају, они се збиља не враћају.« Другима предстоји »пут предака«. Они се враћају, претварајући се узастопно у небо, ваздух, дим, маглу и облаке, они падају на земљу у облику кише и постају семе и биљке. Људи их једу, те они тако доспевају у сперму, да би се поново родили у људском обличју.
Самсара је покретач многих трагања за ослобођењем (мокша). Разне филозофске школе у Индији давале су различита тумачења самсаре. Међу хиндуистима и ђаинама преовлађује становиште да сопство (атман или ђива) прелази из једног тела у друго оживљавајући га. Ово »истинско« сопство је затворено у телу, а основни узрок томе је незнање. Ослобођење је могуће уколико се поседује право знање, јер се тада превазилази самсара, или се спознаје њена илузија (маја).
Посвећеници сматрају да се самсара јавља као проблем ако неко није у стању да спозна свеприсутност божанства у свету. Посвећеник се уклања од сметњи свакодневног живота да би могао на миру да медитира. Није нужно превазићи самсару, већ овладати собом и у оквиру самсаре се приближити божанству.

## Самсара у будизму
Буда оспорава постојање трајног сопства (атмана) које би ишло из живота у живот. Оно што називамо „ја“ само је уобичајени назив за комбинацију пет стално мењајућих скупина (скандха), а патња настаје када се неко поистовети са њима. Самсара представља оков ових скупина и симбол непрекидног рађања, старења, умирања и патње.
Према Будином учењу, тачка почетка самсаре није видљива:
Овом бескрајном току се не може назрети крај, као што се не може видети ни почетак лутања и тумарања бића, оптерећених незнањем и окованих жељом. Шта мислите, чега је више: суза које сте пролили лутајући и тумарајући овим дугим путем, јецајући и плачући зато што сте били са оним што вам је мрско и раздвојени од онога што вам је драго - тога или воде у четири велика океана?— Готама Буда
Услед овог бесконачног кружења, није лако пронаћи биће са којим нисмо били у блиском сродству:
Није лако пронаћи биће које у неком тренутку није било твоја мајка. Није лако пронаћи биће које у неком тренутку није било твој отац. Није лако пронаћи биће које у неком тренутку није било твој брат. Није лако пронаћи биће које у неком тренутку није било твоја сестра. Није лако пронаћи биће које у неком тренутку није било твој син. Није лако пронаћи биће које у неком тренутку није било твоја кћер.— Готама Буда
Самсара се не односи само на ток препорађања у људским обличјима: она обухвата читав низ осећајних бића, од најситнијег инсекта до човека. И бића и светови настају и нестају следећи законитост у кружном току самсаре.
Више је потока крви коју сте пролили бивајући убијени док сте лутали овим предугим путем него воде у четири велика океана. Много сте пута били краве и када сте као краве били заклани, поток крви коју сте пролили већи је него вода у четири велика океана. Много сте пута били биволи, овце, козе, јелени, пилићи и свиње... И то је довољно да осетите гађење према свим творевинама, довољно да угасите сваку страст према њима, довољно да постанете од њих слободни.— Готама Буда
Међутим, само на степену људске егзистенције је могуће постићи ослобођење. Могућност за то постоји у људској свести, која је способна да прозре ову законитост и да њом овлада. Будући да је морална делатност покретач збивања, она може у крајњем случају изазвати и његову обуставу. Према будистичком учењу, пробуђени, који достигне нирвану, ослобађа се вртлога самсаре.
Ја сам, пријатељу, преко ове бујице прешао не заустављајући се у месту и не јурећи сувише напред. Када сам се заустављао у месту, тонуо сам, али када сам јурио сувише напред упадао сам у вртлог. Тако сам прешао преко ове бујице не заустављајући се у месту и не јурећи сувише напред.— Готама Буда